# Ceratosolen solitarius
Ceratosolen solitarius är en stekelart som beskrevs av Wiebes 1980. Ceratosolen solitarius ingår i släktet Ceratosolen och familjen fikonsteklar. Inga underarter finns listade i Catalogue of Life.